# Theodore Schultz
Theodore William Schultz (30 tháng 4 năm 1902 – 26 tháng 2 năm 1998) là một nhà kinh tế học Hoa Kỳ, ông là người giành giải Nobel Kinh tế năm 1979 (cùng với William Arthur Lewis).

## Tiểu sử
Schultz sinh ra tại Arlington, Nam Dakota và ghi danh học ngành nông nghiệp tại South Dakota State College (giờ là Đại học Bang Nam Dakota) năm 1921. Ông tốt nghiệp vào năm 1927, sau đó học tiếp lên tiến sĩ tại Đại học Wisconsin–Madison về ngành Kinh tế nông nghiệp vào năm 1930.
Ông giảng dạy tại Iowa State College giai đoạn 1930-1943, và là chủ tịch kinh tế tại Đại học Chicago giai đoạn 1946-1961. Ông trở thành chủ tịch của Hiệp hội Kinh tế Hoa Kỳ từ năm 1960.
Schultz mất tại Evanston, Illinois vào ngày 26 tháng 2 năm 1998 ở tuổi 95. Ông được chôn cất tại Badger Cemetery thuộc Badger, Nam Dakota.

## Đóng góp
Schultz được trao giải Nobel cho công trình của ông về phát triển kinh tế, tập trung vào kinh tế nông nghiệp. Ông phân tích vai trò của nông nghiệp trong nền kinh tế, và công trình của ông đã đạt đến ý nghĩa về chính sách công nghiệp, cả trong các nước đang phát triển và phát triển. Schultz cũng đưa ra ý tưởng về vốn giáo dục, một nhánh của khái niệm về nguồn nhân lực, đặc biệt liên quan đến đầu tư vào giáo dục.
Shultz nghiên cứu vào lý do tại sao sau Thế chiến II, Đức và Nhật Bản phục hồi với tốc độ gần như kỳ diệu từ đống tro tàn sau chiến tranh. Ngược lại với sự phục hồi kỳ diệu này thì Vương quốc Anh vẫn ở trong tình trạng phân phối thực phẩm một thời gian khá lâu sau chiến tranh. Ông đưa ra kết luận tốc độ phục hồi là do dânh số khỏe mạnh và có học thức cao; việc giáo dục tạo ra con người và chăm sóc sức khỏe tốt giữ cho đầu tư giáo dục được duy trì và từ đó có thể sản xuất với năng suất cao. Một trong những đóng góp chính của ông sau này được gọi là Lý thuyết Vốn con người, và lý thuyết này đã truyền cảm hứng cho rất nhiều nghiên cứu trong phát triển quốc tế vào thập niên 1980, thúc đẩy đầu tư vào giáo dục kỹ nghệ và nghề nghiệp bởi hệ thống Bretton Woods tổ chức tài chính quốc tế như Quỹ Tiền tệ Quốc tế và Ngân hàng Thế giới.

## Bài viết
Schultz, Theodore W. (1956). "Reflections on Agricultural Production, Output and Supply". Journal of Farm Economics. Quyển 38 số 3. tr. 748–762. JSTOR 1234459.

### Tác giả sách
- 1943. Redirecting Farm Policy, New York: Macmillan Company.
- 1945. Agriculture in an Unstable Economy, New York: McGraw-Hill.
- 1953. The Economic Organization of Agriculture, McGraw-Hill.
- 1963. The Economic Value of Education, New York: Columbia University Press.
- 1964. Transforming Traditional Agriculture, New Haven: Yale University Press.
- 1968.Economic Growth and Agriculture, New York: MacGraw-Hill.
- 1971. Investment in Human Capital: The Role of Education and of Research, New York: Free Press.
- 1972. Human Resources (Human Capital: Policy Issues and Research Opportunities), New York: National Bureau of Economic Research,
- 1981. Investing in People, University of California Press. Description and chapter-preview links.
- 1993. The Economics of Being Poor, Cambridge, Massachusetts, Blackwell Publishers
- 1993. Origins of Increasing Returns, Cambridge, Massachusetts, Blackwell Publishers

### Biên tập sách
- 1945. Food for the World, Chicago: University of Chicago Press.
- 1962. Investment in Human Beings, Chicago: University of Chicago Press.
- 1972. Investment in Education: Equity-Efficiency Quandary, Chicago: University of Chicago Press.
- 1973.New Economic Approaches to Fertility, Chicago: University of Chicago Press,
- 1974. Economics of the Family: Marriage, Children, and Human Capital, Chicago: University of Chicago Press.